# Tamar Novas
Tamar Novas Pita (Santiago de Compostela, 3 de outubro de 1986) é um ator espanhol. Em 2005, ganhou o Prêmio Goya de melhor ator revelação pelo seu papel no filme Mar adentro.